# Alaudala somalica somalica
Alaudala somalica somalica is een ondersoort van de somalische kortteenleeuwerik uit de familie van de leeuweriken. 

## Verspreiding
De soort komt voor in oostelijk Ethiopië en noordelijk Somalië.